# Referendum w Dżibuti w 1992 roku
Referendum w Dżibuti odbyło się 4 września 1992 roku. Było to referendum konstytucyjne. Niemal wszyscy obywatele Dżibuti opowiedzieli się za nową konstytucją. Frekwencja wyborcza wyniosła 75,2%.

## Wyniki
Obywatele Dżibuti odpowiadali w referendum na dwa pytania. W pierwszym pytaniu opowiadali się za lub przeciw przyjęciu nowej konstytucji. W drugim pytaniu opowiadali się za lub przeciw limitowi czterech partii politycznych na dżibuckiej scenie politycznej.

### Nowa Konstytucja
| Głosowanie               | Głosy   | %     |
| ------------------------ | ------- | ----- |
| Za                       | 101 287 | 98,1% |
| Przeciw                  | 2 013   | 1,9%  |
| Głos nieważny            | 1 504   |       |
| Razem (frekwencja 75,2%) | 104 804 | 100%  |

### Limit czterech partii politycznych
| Głosowanie               | Głosy   | %     |
| ------------------------ | ------- | ----- |
| Za                       | 101 125 | 97,9% |
| Przeciw                  | 2 177   | 2,1%  |
| Głos nieważny            | 1 504   |       |
| Razem (frekwencja 75,2%) | 104 804 | 100%  |

W wyniku referendum zaczęła obowiązywać nowa konstytucja, na podstawie której w grudniu 1992 odbyły się wybory parlamentarne.